# Bến Tre (tỉnh)
Bến Tre là một tỉnh cũ thuộc vùng Đồng bằng sông Cửu Long, Việt Nam. Tính đến năm 2021, Bến Tre đứng thứ 28 về dân số trong các đơn vị hành chính Việt Nam, xếp thứ 46 về tổng sản phẩm trên địa bàn (GRDP), thứ 56 về GRDP bình quân đầu người và thứ 48 về tốc độ tăng trưởng GRDP. Dân số Bến Tre năm này là 1.288.200 người, GRDP đạt 60.035 tỷ đồng (tương đương 2,83 tỷ USD), GRDP bình quân đầu người đạt 45,1 triệu đồng (tương đương 1.924 USD), tốc độ tăng trưởng GRDP đạt 7,85%.
Trước kia, tỉnh Bến Tre là vùng hoang vu, một thời gian sau đó có một vài nhóm người đến định cư và thường tập trung nơi đất cao trên các giồng và ven biển, hoặc dọc theo các đê sông, rạch, thuận tiện cho việc đi lại, sinh sống và tránh lũ lụt. Càng ngày số người đến định cư ngày càng đông, chính sự di cư này kèm theo sự gia tăng dân số, làm cho diện tích rừng ngày càng thu hẹp. Bến Tre ngày trước được người Khmer gọi là Sóc Treay (xứ cá) vì nhiều giống cá nằm rải rác trong tỉnh. Về sau người Việt lập nên một cái chợ mà họ gọi là Bến Tre. Con rạch chảy ngang trước chợ và đổ vào Sông Hàm Luông nên cũng mang tên này.
Bến Tre cũng là quê hương của Đạo Dừa, với biệt danh là "Xứ Dừa". Từ thời Chiến tranh Việt Nam, Bến Tre được coi là "quê hương của Phong trào Đồng khởi", mở đầu cho cao trào đấu tranh vũ trang của Mặt trận Dân tộc giải phóng miền Nam chống chính quyền Ngô Đình Diệm, tiêu biểu nhất là trong năm 1960.
Ngày 12 tháng 6 năm 2025, Quốc hội thông qua Nghị quyết số 202/2025/QH15 về việc sắp xếp đơn vị hành chính cấp tỉnh năm 2025, theo đó tỉnh được giải thể cùng với tỉnh Trà Vinh để sáp nhập vào tỉnh Vĩnh Long.

## Kinh tế - xã hội

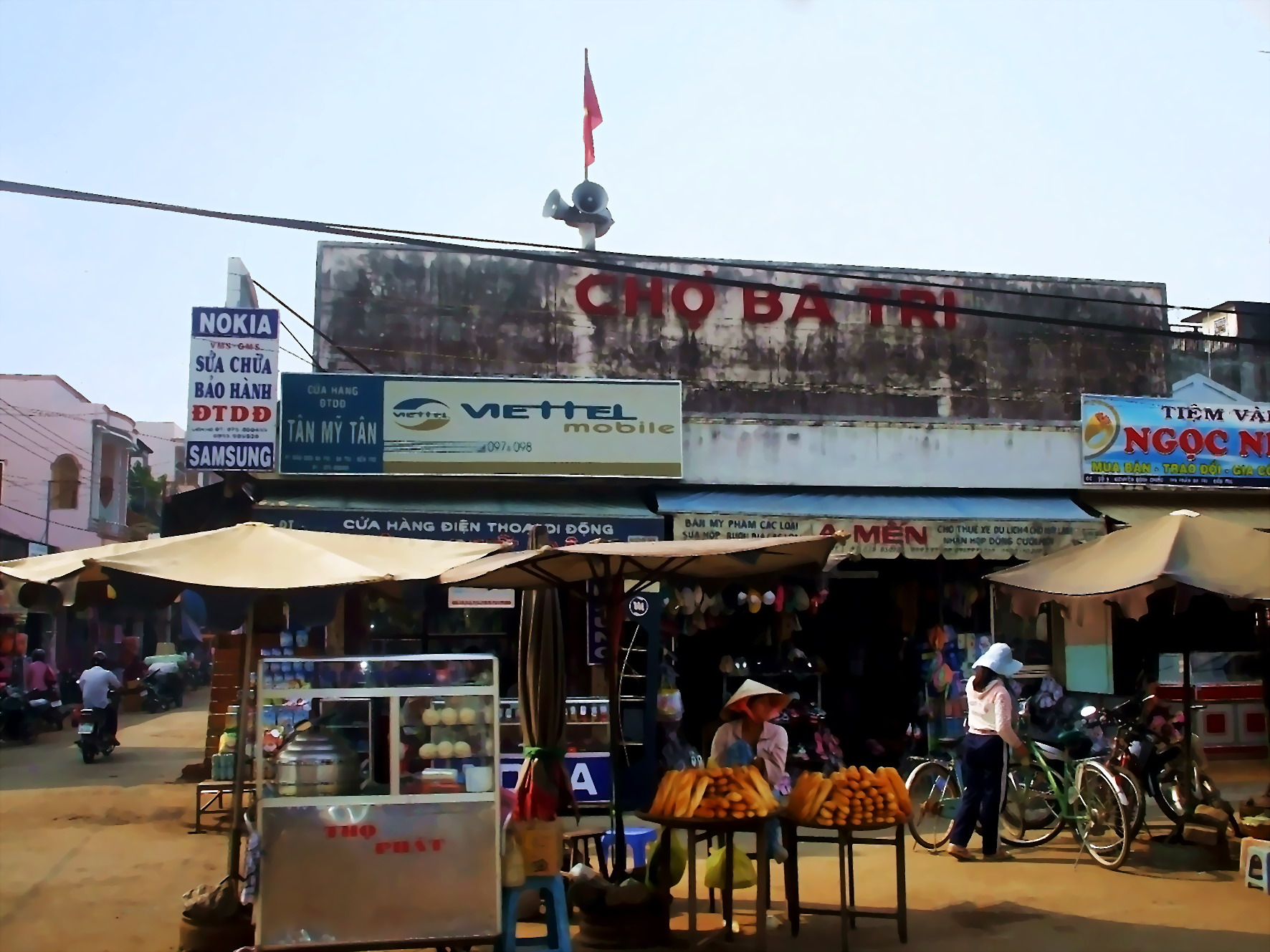
Chợ huyện Ba Tri

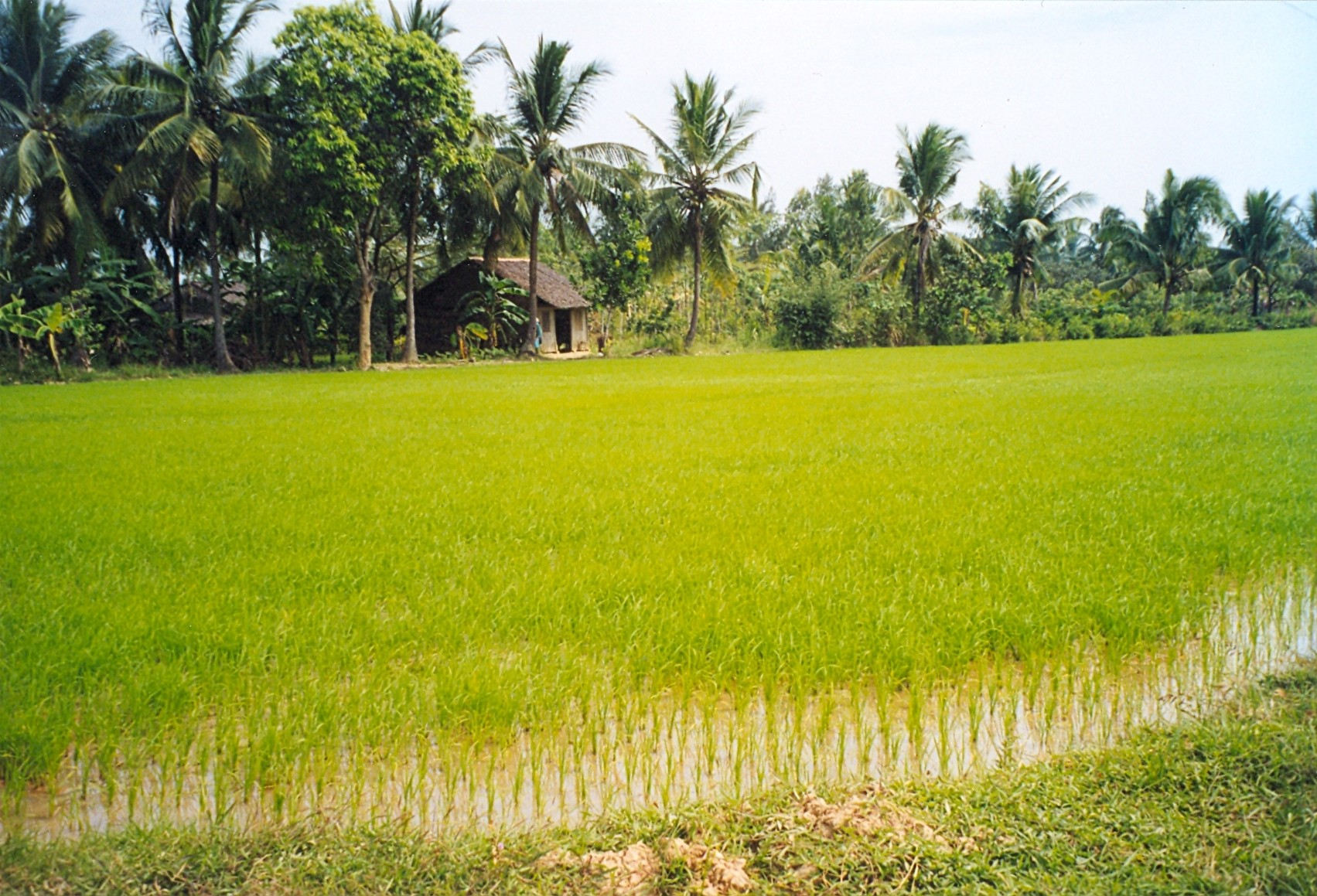
Cánh đồng lúa ở Cái Mơn
huyện Chợ Lách, Bến Tre

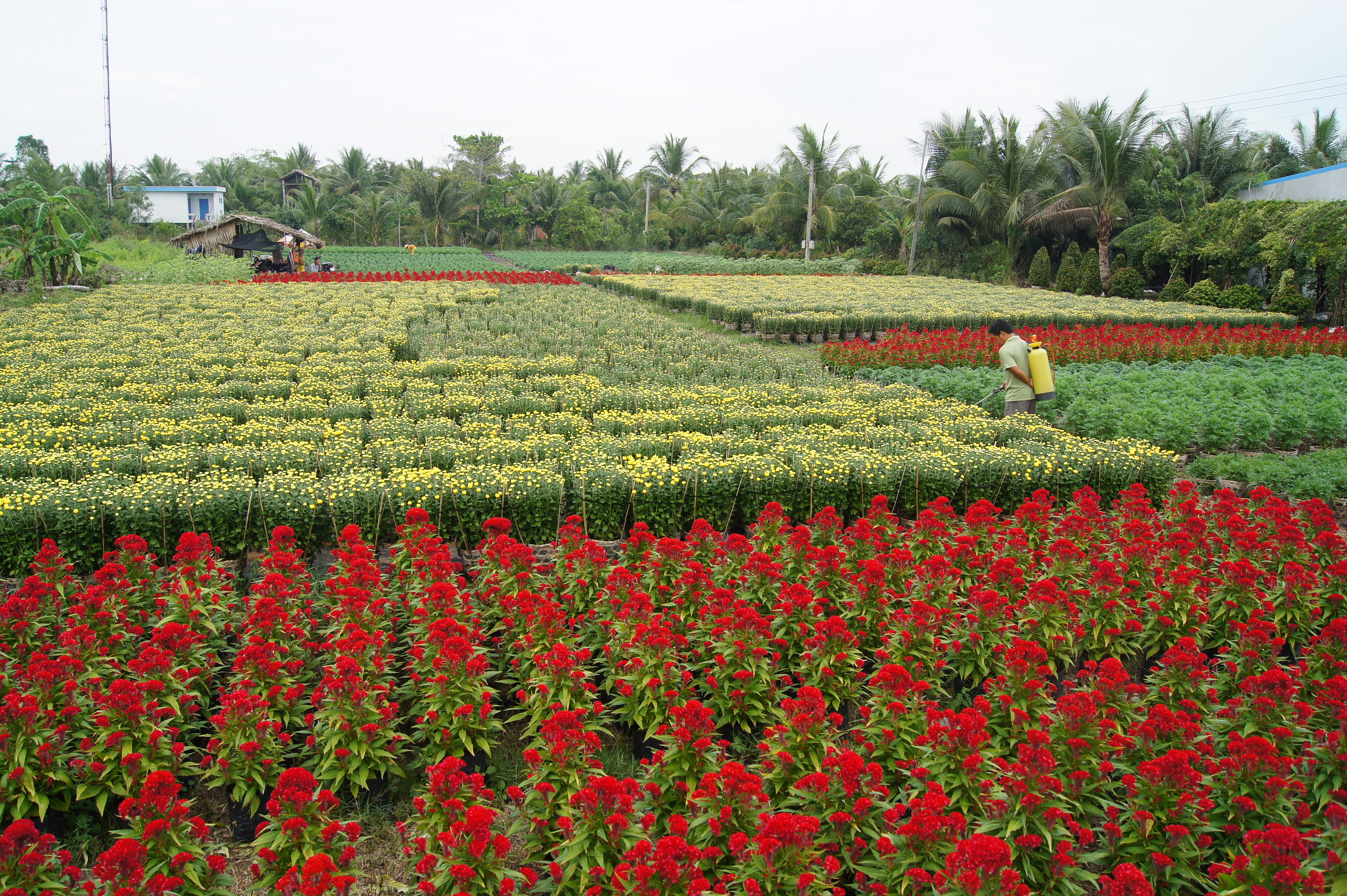
Làng trồng hoa, cây cảnh ở Chợ Lách

### Du lịch sinh thái

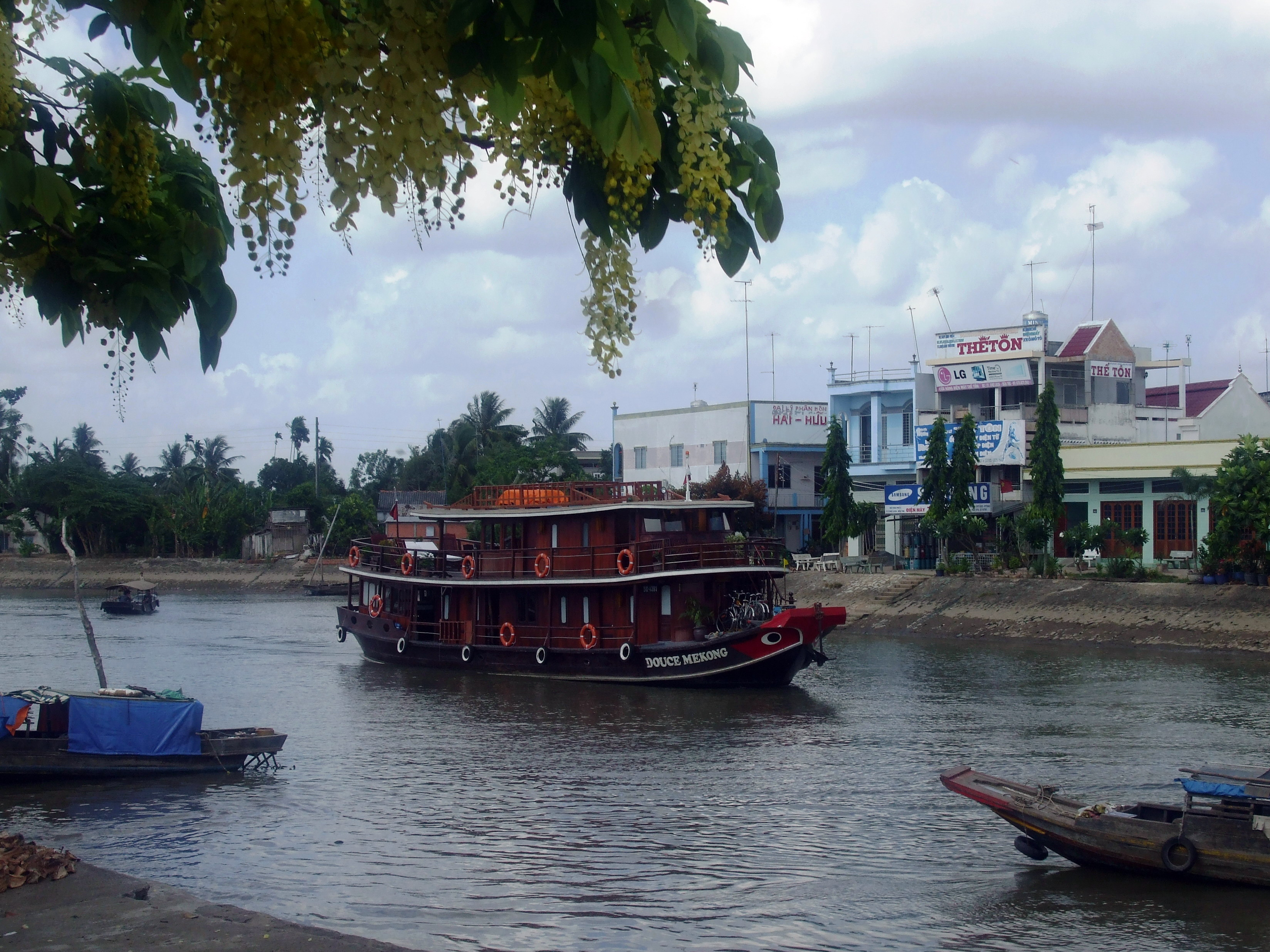
Tàu Douce Mekong trên kênh Chợ Lách

### Di tích

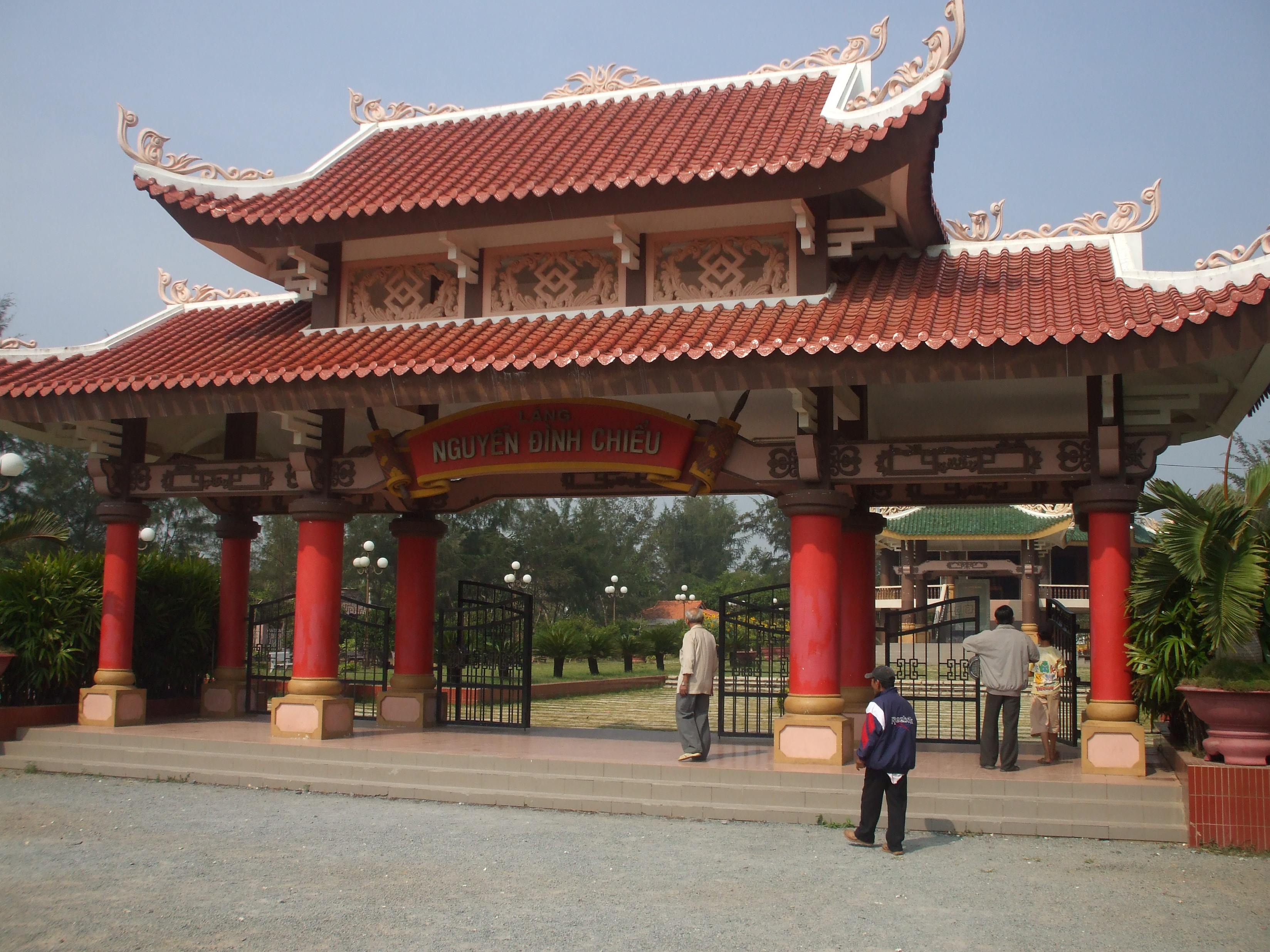
Khu lăng mộ Nguyễn Đình Chiểu

## Hình ảnh

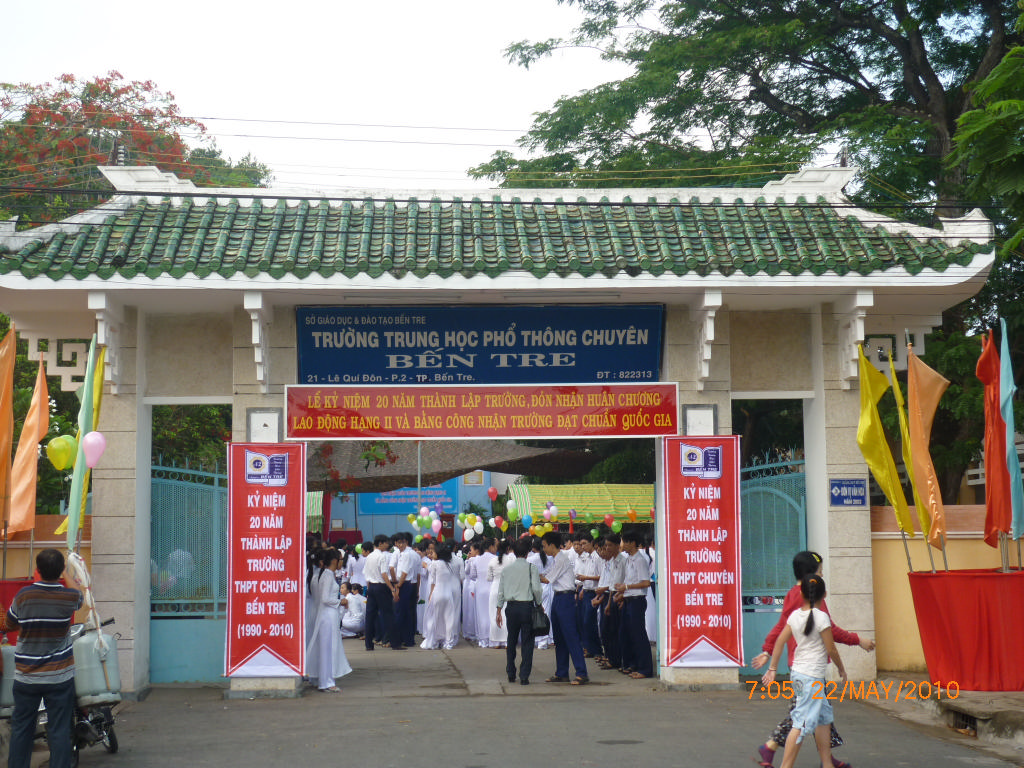
Trung học Phổ thông Chuyên Bến Tre
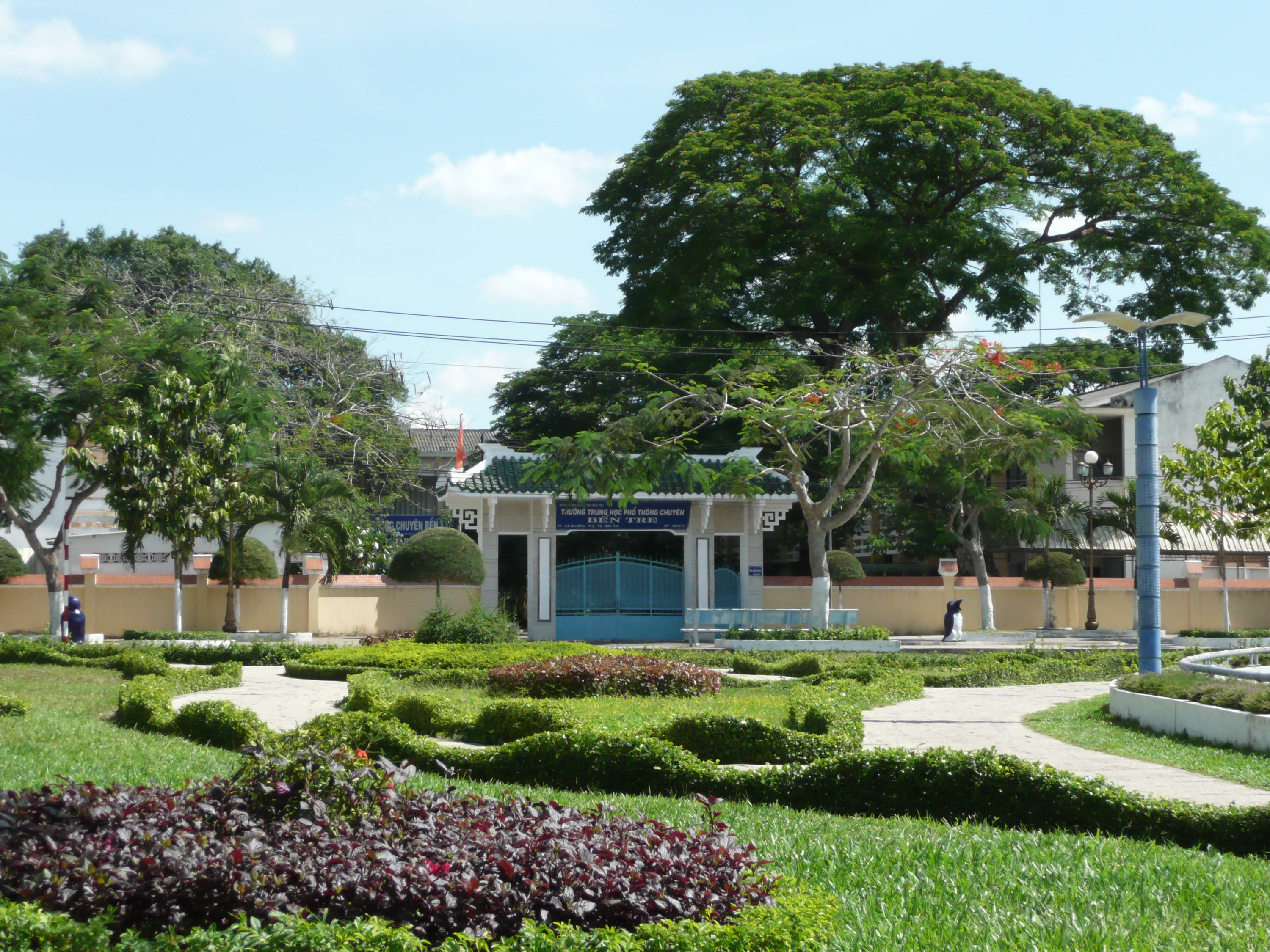
Công viên Trúc Giang
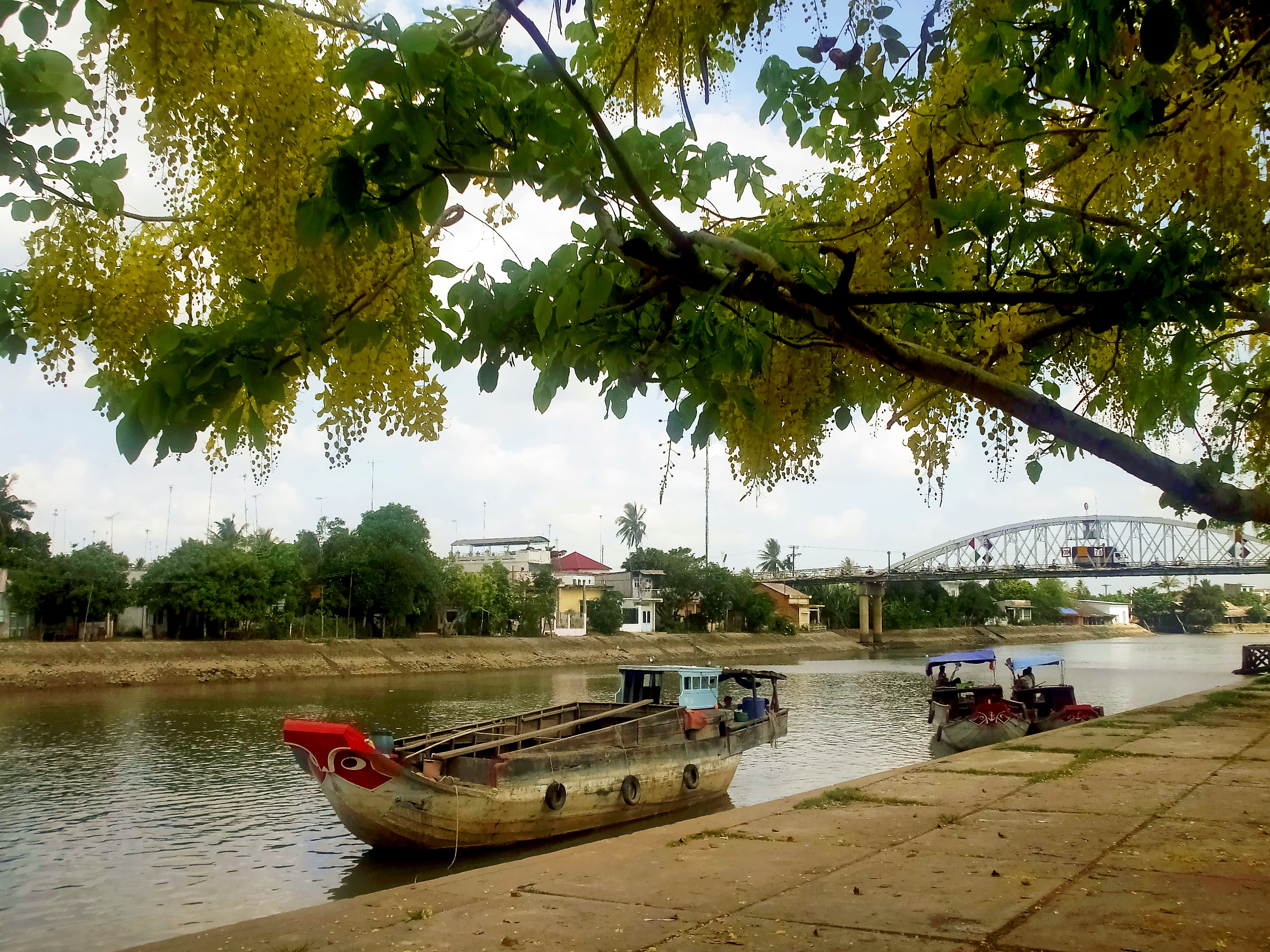
Kênh Chợ Lách
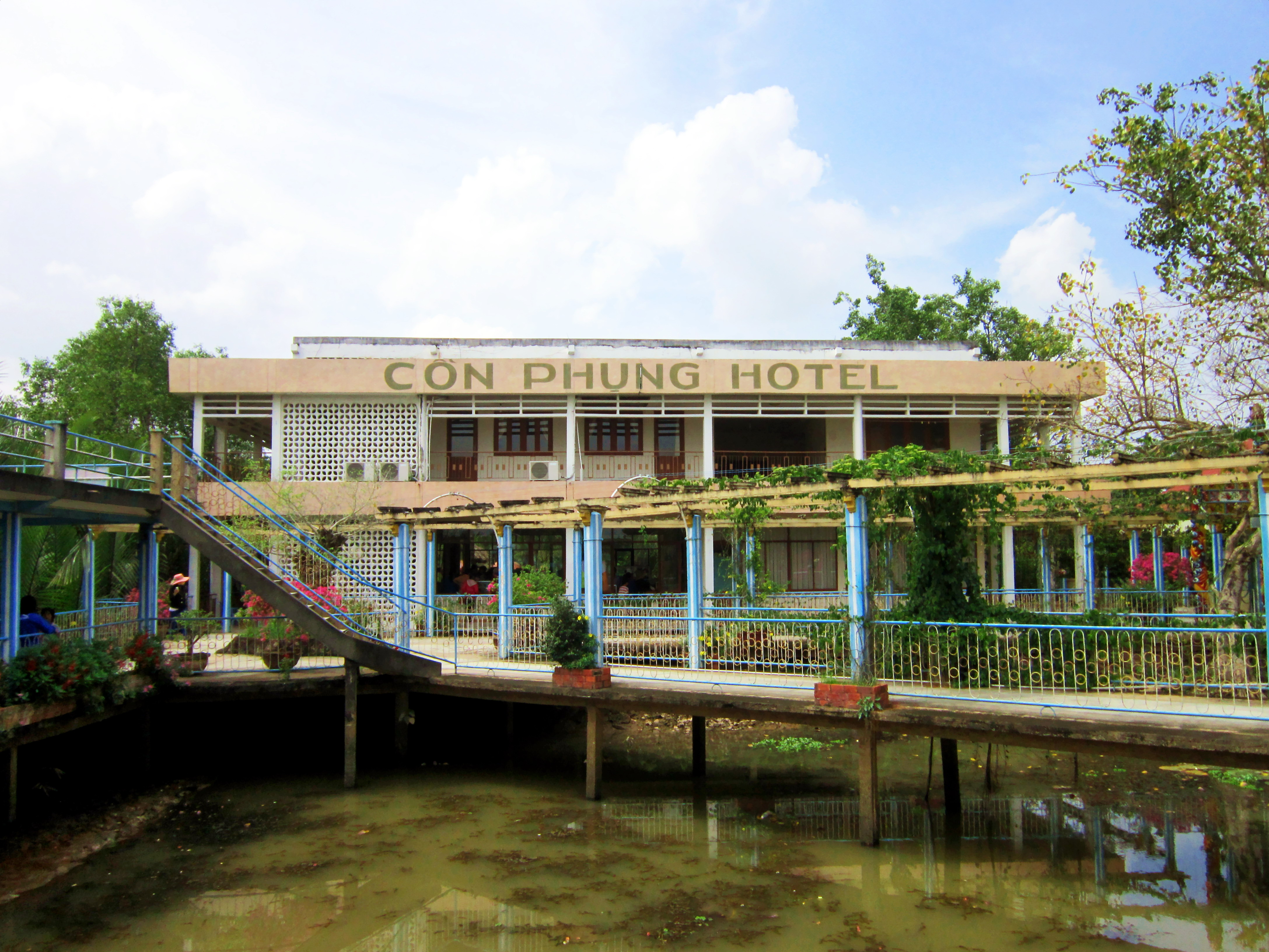
Khách sạn Cồn Phụng
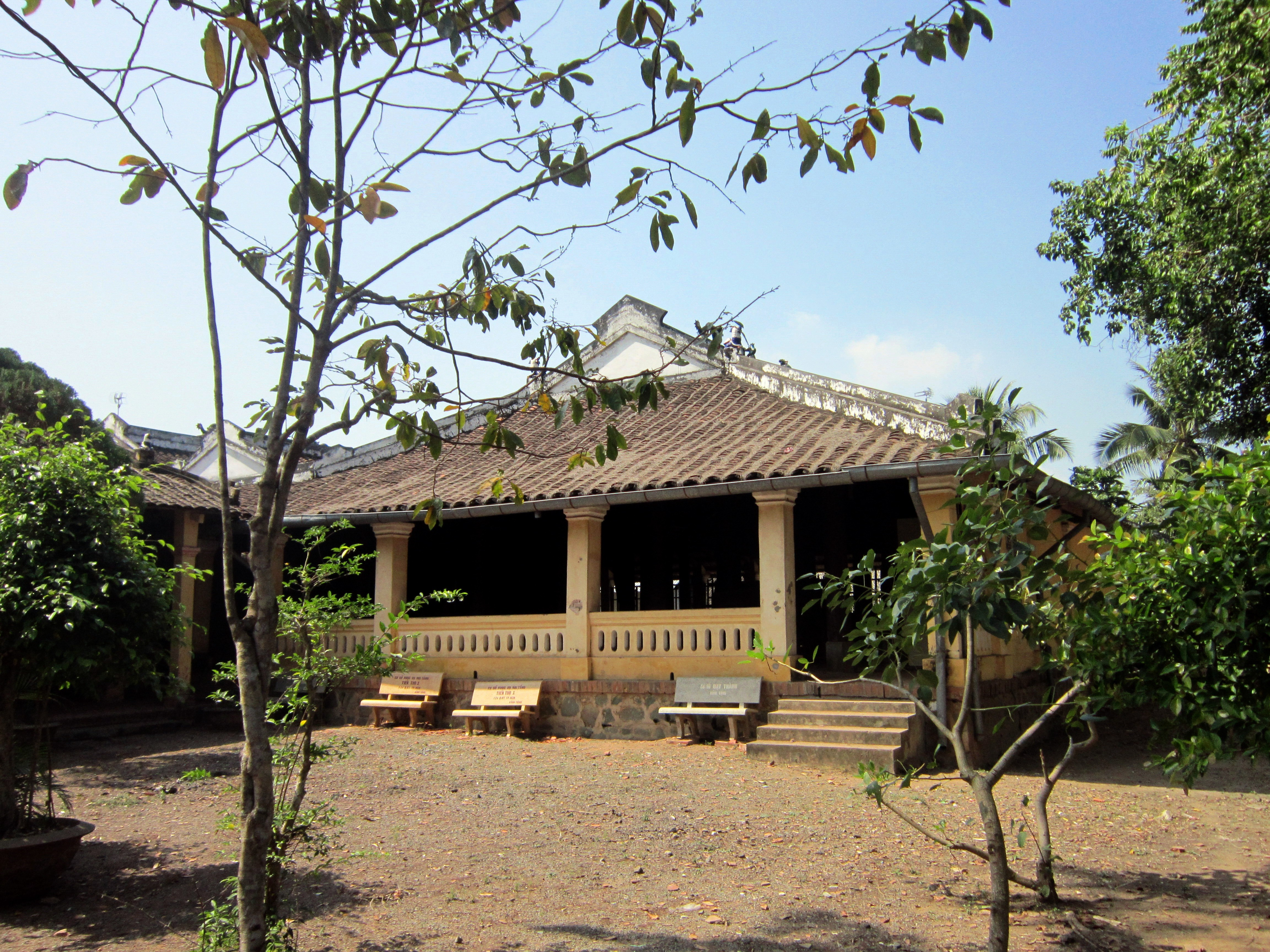
Đình Tân Thạch
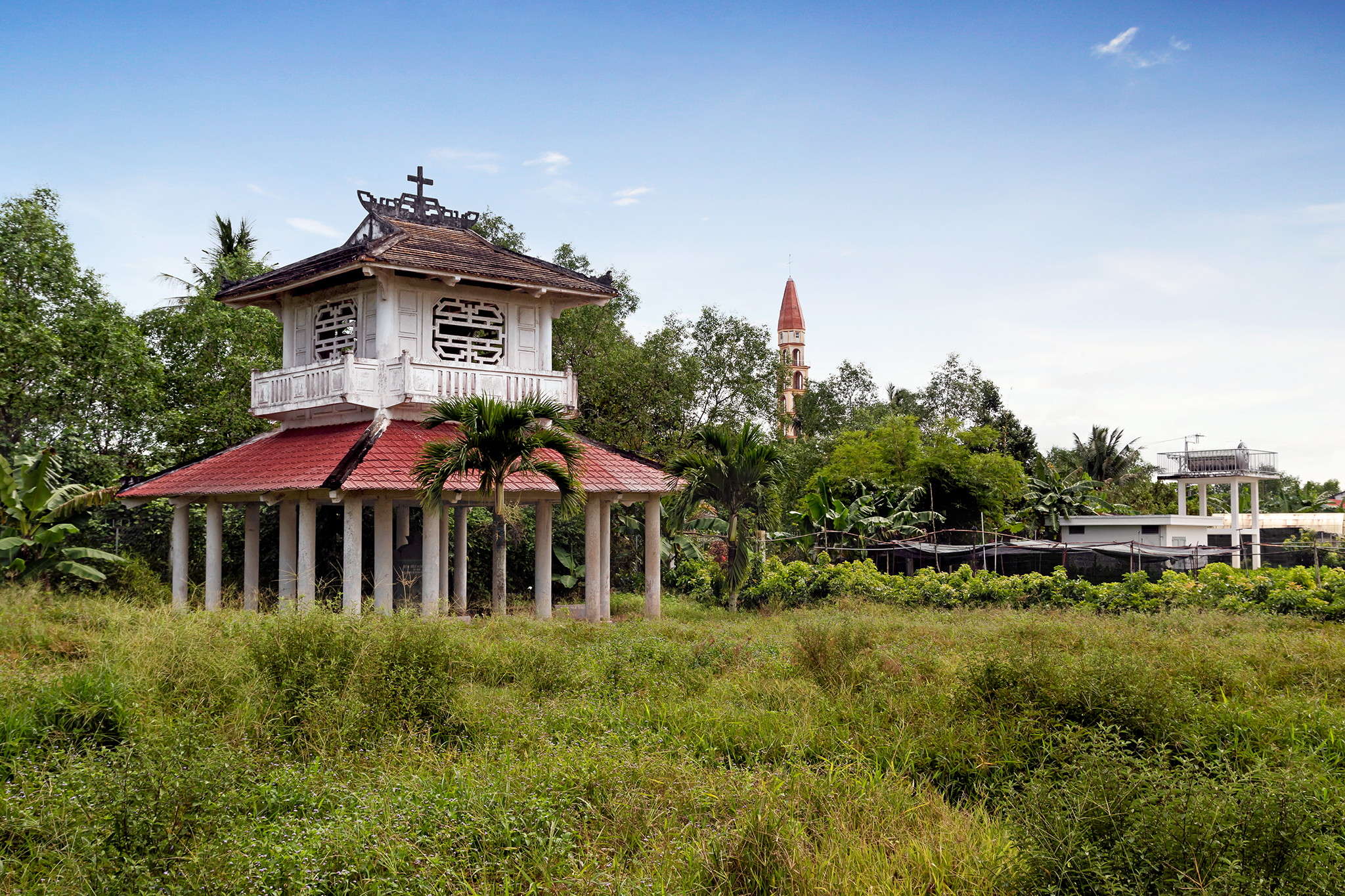
Nhà bia tưởng niệm Trương Vĩnh Ký
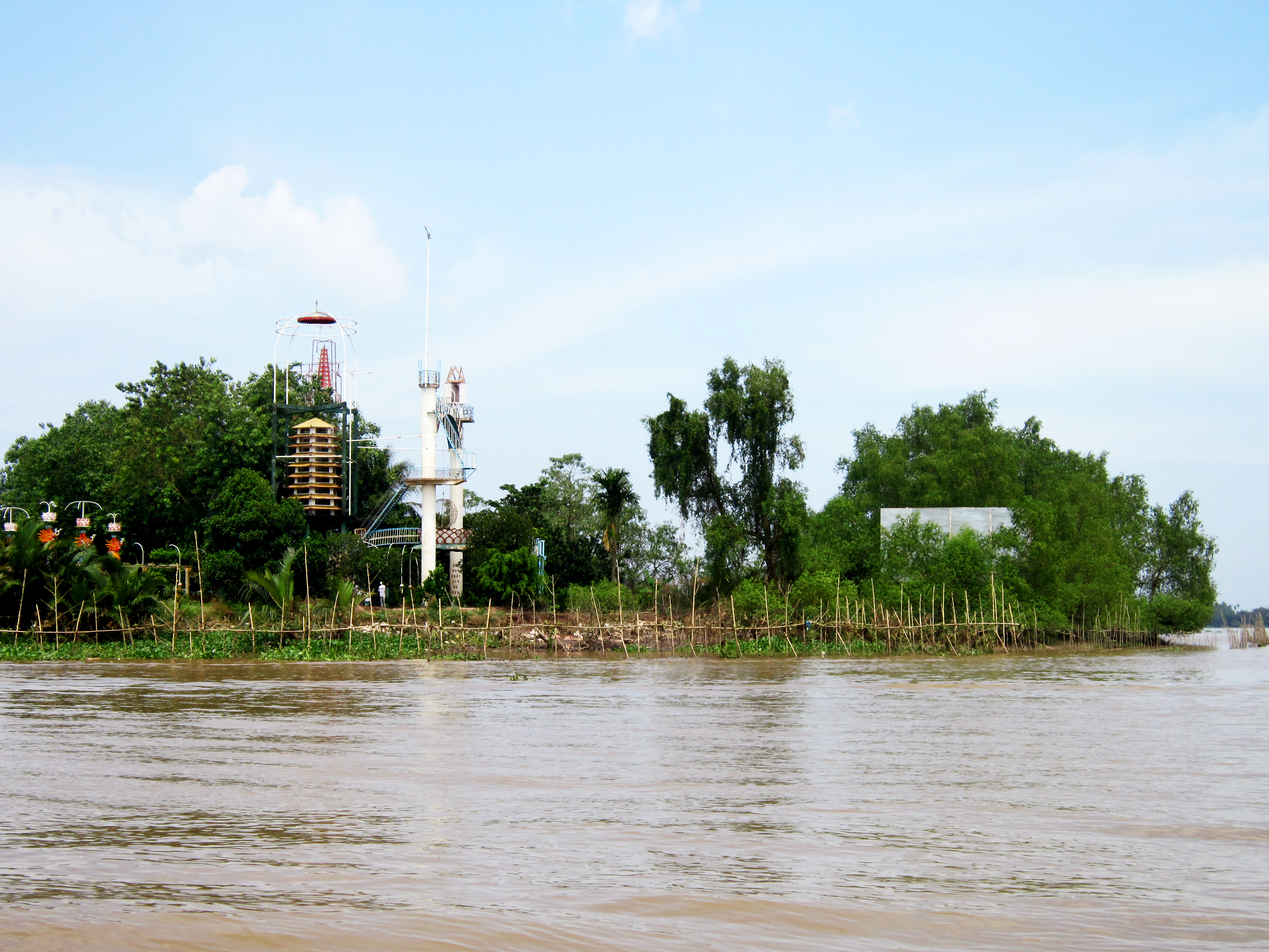
Lưu tích Đạo Dừa ở Cồn Phụng
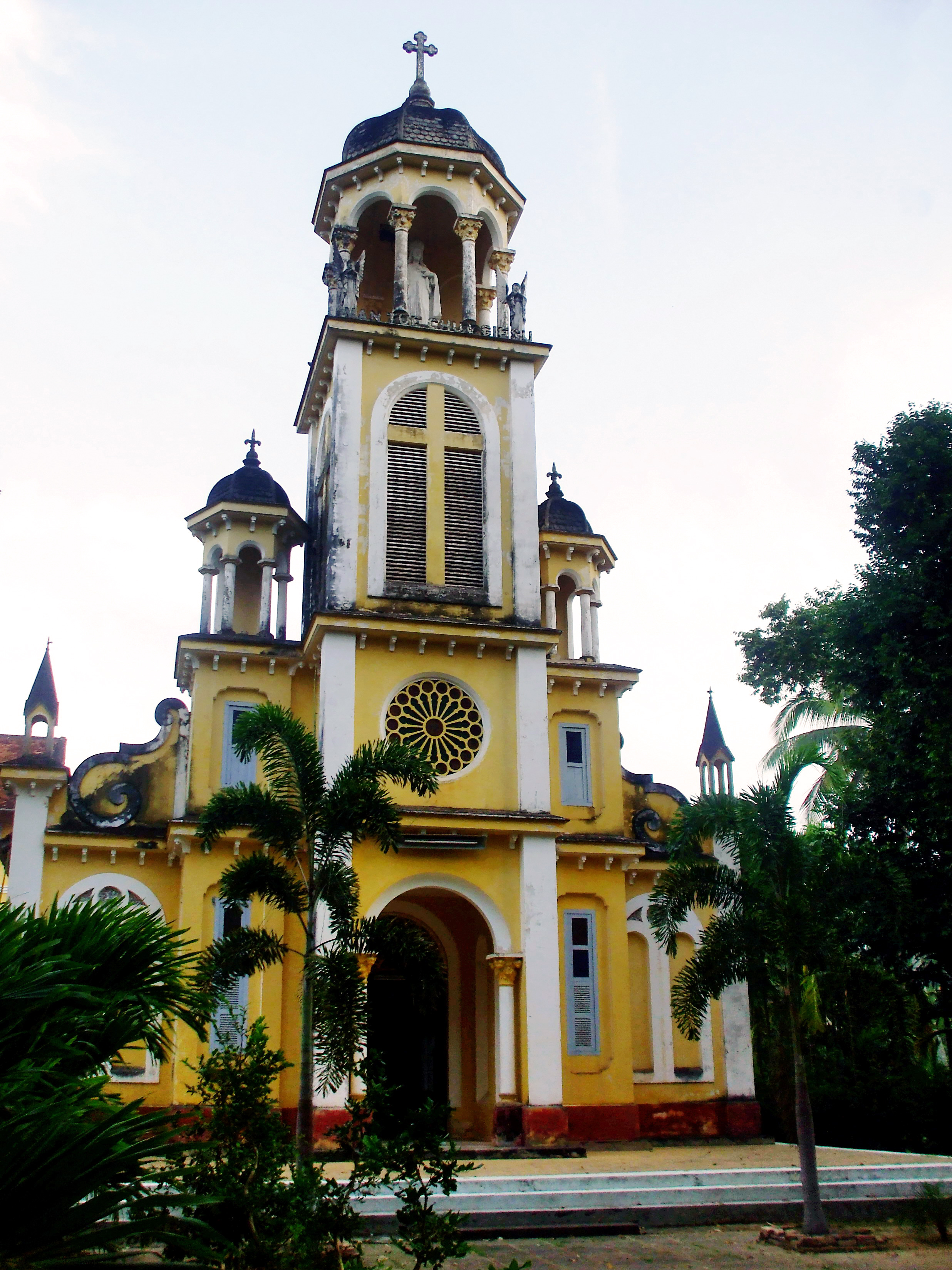
Nhà thờ Dòng Ki Tô Vua
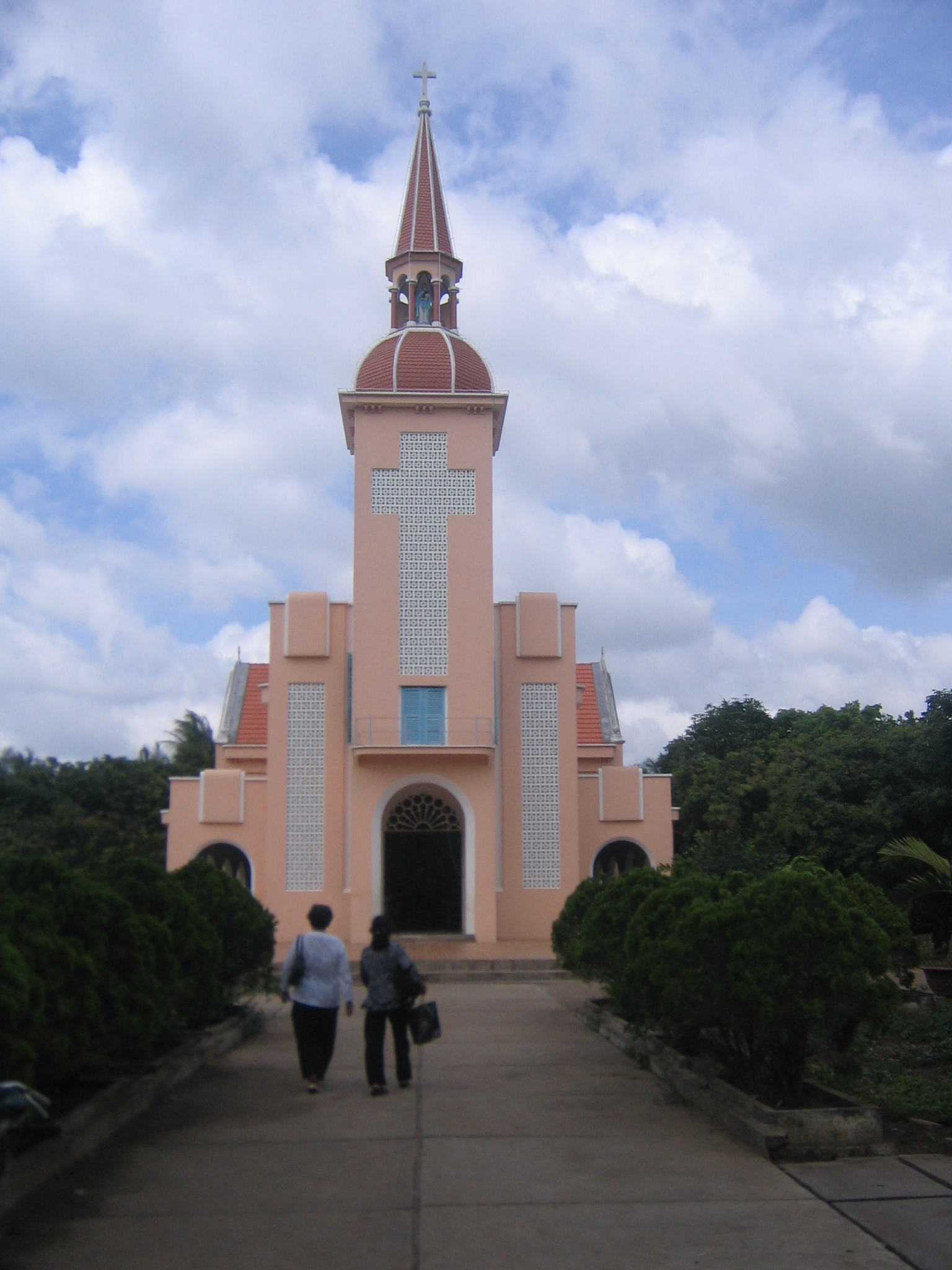
Nhà thờ Đức Mẹ La Mã
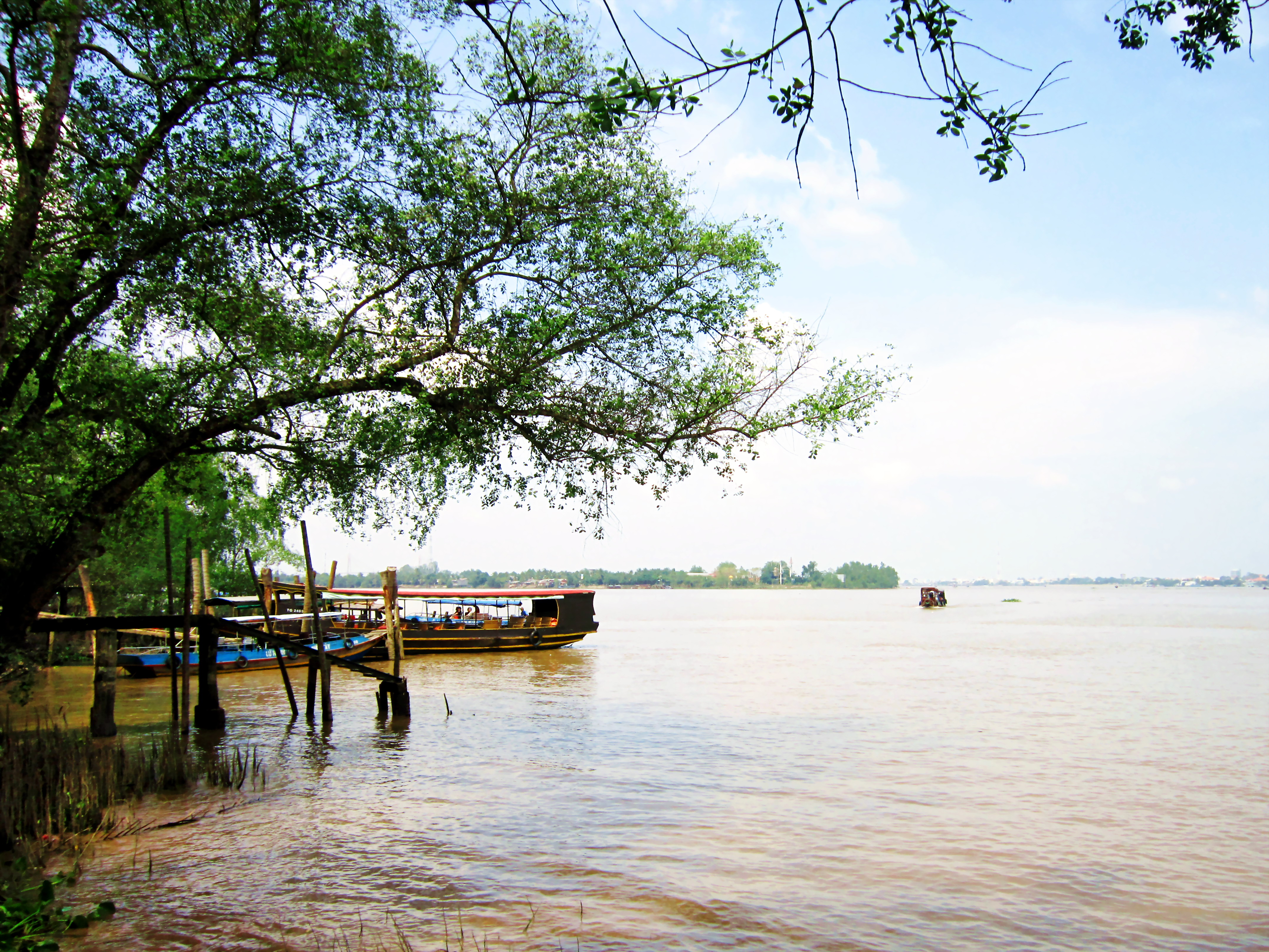
Tàu du lịch cặp bến Cồn Phụng trên sông Tiền
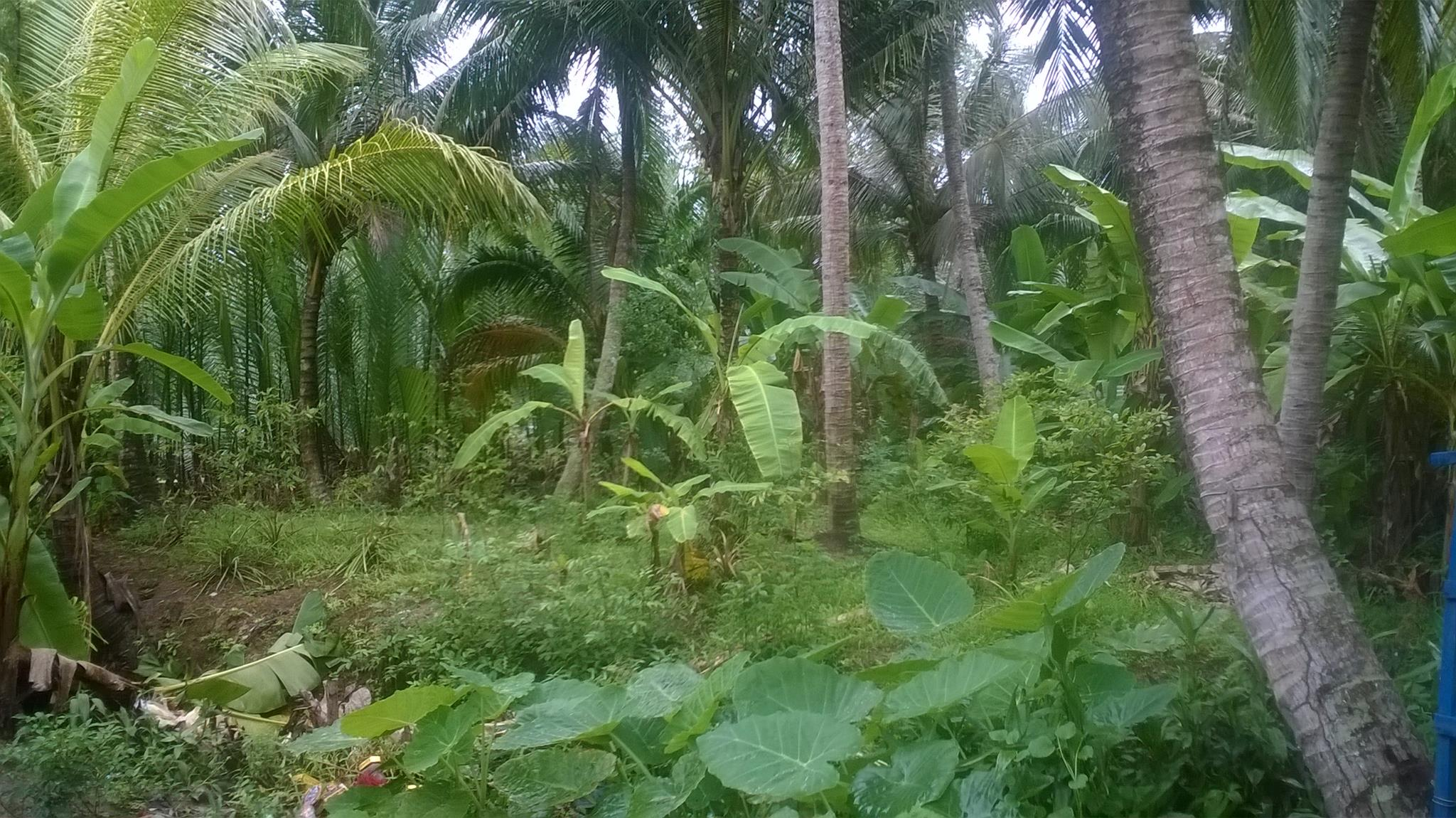
Vườn dừa xanh tốt nhờ vào phù sa
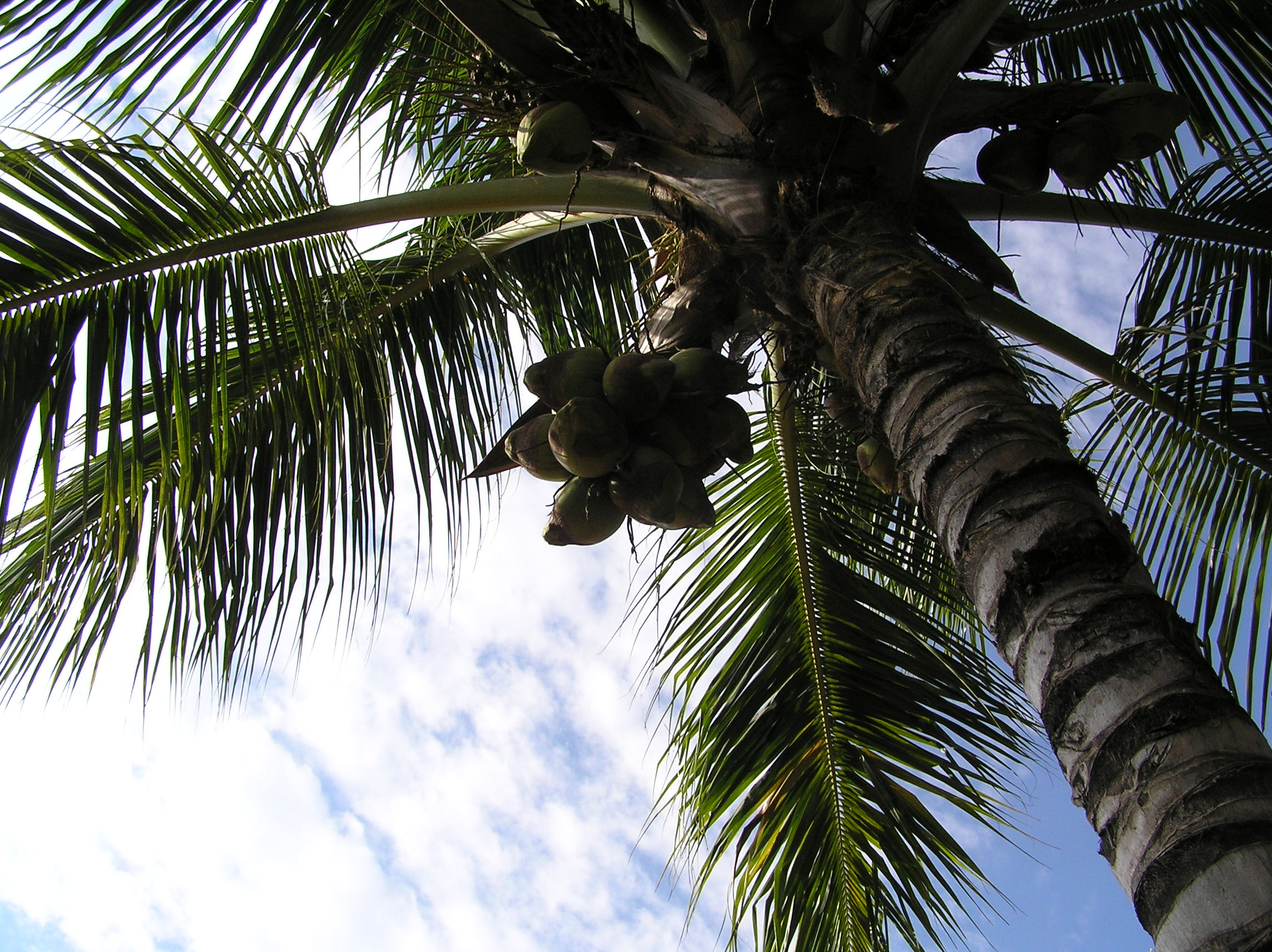
Dừa là cây trồng chuyên canh diện rộng và phổ biến ở Bến Tre

## Địa lý
Tỉnh Bến Tre có hình rẻ quạt, đầu nhọn nằm ở thượng nguồn, với các hệ thống kênh rạch chằng chịt.
- Phía đông giáp Biển Đông với chiều dài bờ biển 65 km[9]
- Phía tây và phía nam giáp tỉnh Vĩnh Long và tỉnh Trà Vinh có ranh giới là sông Cổ Chiên.
- Phía bắc giáp Tiền Giang có ranh giới là sông Tiền.

Các điểm cực của tỉnh Bến Tre:
- Điểm cực đông nằm trên kinh độ 106o48' Đông
- Điểm cực tây nằm trên kinh độ 105o57' Đông.
- Điểm cực nam nằm trên vĩ độ 10o20' Bắc
- Điểm cực bắc của Bến Tre nằm trên vĩ độ 9o48' Bắc.

Tỉnh Bến Tre có diện tích tự nhiên là 2.360 km², địa bàn nằm trên ba cù lao là cù lao An Hóa, cù lao Bảo, cù lao Minh và do phù sa của bốn nhánh sông Cửu Long bồi tụ nên (gồm sông Tiền dài 83 km, sông Ba Lai dài 59 km, sông Hàm Luông dài 71 km, sông Cổ Chiên dài 82 km) và đất phù sa màu mỡ, cây trái sum suê,...

### Điều kiện tự nhiên
Bến Tre nằm trong miền khí hậu nhiệt đới gió mùa cận xích đạo, nhưng lại nằm ngoài ảnh hưởng của gió mùa cực đới, nên nhiệt độ cao, ít biến đổi trong năm, nhiệt độ trung bình hằng năm từ 26 °C – 27 °C. Tỉnh Bến Tre chịu ảnh hưởng của gió mùa đông bắc từ tháng 11 đến tháng 4 năm sau và gió mùa tây nam từ tháng 5 đến tháng 10, giữa 2 mùa này thời kỳ chuyển tiếp có hướng gió thay đổi vào các tháng 1 và tháng 4 tạo nên 2 mùa rõ rệt.
Mùa gió đông bắc là thời kỳ khô hạn, mùa gió tây nam là thời kỳ mưa ẩm. Lượng mưa trung bình hằng năm từ 1.250 mm – 1.500 mm. Trong mùa khô, lượng mưa vào khoảng 2 đến 6% tổng lượng mưa cả năm. Khí hậu Bến Tre cũng cho thấy thích hợp với nhiều loại cây trồng. Tuy nhiên, ngoài thuận lợi trên, Bến Tre cũng gặp những khó khăn do thời tiết nóng ẩm nên thường có nạn sâu bệnh, dịch bệnh, và nấm mốc phát sinh, phát triển quanh năm. Trở ngại đáng kể trong nông nghiệp là vào mùa khô, lượng nước từ thượng nguồn đổ về giảm nhiều và gió chướng mạnh đưa nước biển sâu vào nội địa, làm ảnh hưởng đến năng suất cây trồng đối với các huyện gần phía biển và ven biển.
Bến Tre nằm ở hạ lưu sông Mekong, giáp với biển Đông, với mạng lưới sông ngòi chằng chịt có tổng chiều dài xấp xỉ 6.000 km, trong đó có sông Cổ Chiên dài 82 km, sông Hàm Luông dài 71 km, sông Ba Lai dài 59 km, sông Tiền dài 83 km. Hệ thống sông ngòi ở Bến Tre rất thuận lợi về giao thông đường thủy, nguồn thủy sản phong phú, nước tưới cho cây trồng ít gặp khó khăn, tuy nhiên cũng gây trở ngại đáng kể cho giao thông đường bộ, cũng như việc cấp nước vào mùa khô, khi thủy triều biển Đông đưa mặn vào sâu trong kênh rạch vào mùa gió chướng.
Địa hình tỉnh Bến Tre có độ cao trung bình từ 1 - 2 mét so với mực nước biển, thấp dần từ tây bắc xuống đông nam, độ cao chênh lệch khá lớn, tối đa là 3,5 mét. Trong đó, phần cao nhất thuộc khu vực huyện Chợ Lách và một phần huyện Châu Thành, độ cao tuyệt đối có nơi đạt trên 5 mét, nhưng đa số từ 3 đến 3,5 mét. Phần đất thấp độ cao trung bình khoảng 1,5 mét, tập trung tại các vùng Phước An, Phước Tú ở huyện Châu Thành hoặc Phong Phú, Phú Hòa ở huyện Giồng Trôm. Phần đất trũng, độ cao tối đa không quá 0,5 mét, phân bố ở các huyện ven biển như huyện Bình Đại, Ba Tri và Thạnh Phú. Địa hình bờ biển của tỉnh chủ yếu là các bãi bồi rộng với thành phần chủ yếu là bùn hoặc cát. Khi triều rút, các bãi bồi nổi lên và trải rộng ra biển hàng nghìn mét, tạo thuận lợi cho nuôi trồng hải sản.
Bến Tre có 4 nhóm đất chính là nhóm đất cát, nhóm đất phù sa, nhóm đất phèn và nhóm đất mặn. Trong đó, nhóm đất mặn chiếm diện tích lớn nhất trong các loại đất của tỉnh 43,11%, nhóm đất phù sa chiếm 26,9% diện tích toàn tỉnh, nhóm đất phèn, chiếm khoảng 6,74% diện tích đất tự nhiên của tỉnh, nhóm đất cát chủ yếu là loại đất giồng chiếm diện tích thấp nhất 6,4% diện tích toàn tỉnh.
Tỉnh Bến Tre nằm ở cuối nguồn sông Cửu Long, tiếp giáp biển Đông với chiều dài đường biển khoảng 65 km và các tỉnh Tiền Giang, Trà Vinh, Vĩnh Long. Tỉnh lỵ Bến Tre cách Thành phố Hồ Chí Minh 87 km về phía Tây qua Tiền Giang và Long An. Địa hình của Bến Tre bằng phẳng, có độ cao trung bình từ 1 đến 2 mét so với mực nước biển, thấp dần từ tây bắc xuống đông nam, độ cao chênh lệch khá lớn, tối đa là 3,5 m. Khí hậu nhiệt đới gió mùa, mùa mưa thường kéo dài từ tháng 5 đến tháng 10, các tháng còn lại là mùa khô. Nhiệt độ trung bình năm từ 26oC - 27oC. Lượng mưa trung bình năm từ 1.250 - 1.500 mm.

## Hành chính
Tỉnh Bến Tre hiện có 9 đơn vị hành chính cấp huyện, bao gồm 1 thành phố và 8 huyện. Trong đó có 148 đơn vị hành chính cấp xã gồm có 10 thị trấn, 6 phường và 132 xã.
| Diện tích (km²)                             | 70,60          | 367,40            | 427,60            | 224,90            | 169,10            | 312,60            | 165,20            | 231,00            | 426,50            |
| Dân số (người)                              | 124.560        | 184.805           | 137.392           | 175.979           | 111.493           | 170.051           | 113.286           | 143.628           | 127.904           |
| Mật độ dân số (người/km²)                   | 1.765          | 593               | 321               | 783               | 659               | 544               | 686               | 622               | 300               |
| Số đơn vị hành chính                        | 6 phường, 6 xã | 2 thị trấn, 20 xã | 1 thị trấn, 18 xã | 2 thị trấn, 14 xã | 1 thị trấn, 10 xã | 1 thị trấn, 20 xã | 1 thị trấn, 12 xã | 1 thị trấn, 15 xã | 1 thị trấn, 17 xã |
| Năm thành lập                               | 2009           | 1912              | 1975              | 1929              | 1945              | 1956              | 2009              | 2009              | 1867              |
| Loại đô thị                                 | II             |                   |                   |                   |                   |                   |                   |                   |                   |
| Năm công nhận                               | 2019           |                   |                   |                   |                   |                   |                   |                   |                   |
| Nguồn: Niên giám thống kê tỉnh Bến Tre 2019 |                |                   |                   |                   |                   |                   |                   |                   |                   |

### Lịch sử hành chính

Bản đồ hạt Bến Tre năm 1882

## Lịch sử